# 拓跋他
拓跋 他（たくばつ た、416年 - 488年）は、北魏の皇族。淮南王。

## 経歴
陽平王拓跋煕の長男として生まれた。陽平王位を嗣いだ。身長は八尺で、容姿は美しく、性格は謹直で温厚、武芸にもすぐれた。太武帝の下で山胡の白龍を西河で討った。臨淮王に改封され、鎮東将軍の位を受けた。まもなく淮南王に改封され、使持節・都督豫洛河南諸軍事・鎮南大将軍・開府儀同三司に任ぜられ、虎牢に駐屯した。
447年、武昌王拓跋提とともに并州の諸軍を率いて吐京の胡族を討ち、山胡の曹僕渾を討った。使持節・前鋒大将軍・都督となり、柔然を討って破り、軍糧を比干城に運び込んだ。南朝宋の軍を懸瓠で破った。使持節・都督雍秦二州諸軍事・鎮西大将軍・開府儀同三司・雍州刺史となり、長安に駐屯した。南朝宋が侵入すると、また虎牢鎮都大将となった。465年、使持節・都督涼州諸軍事・鎮西大将軍に転じた。孝文帝が即位すると、入朝して中都大官となり、侍中・征西大将軍の位を受けた。485年、司徒に転じた。488年9月、死去した。享年は73。司徒のまま、平東大将軍・定州牧の位を追贈された。諡は靖王といった。

## 子女
三子があった。
- 拓跋吐万（早世、贈冠軍・并州刺史・晋陽順侯）
- 元鍾葵
- 元篤

## 伝記資料
- 『魏書』巻16 列伝第4
- 『北史』巻16 列伝第4

1. 1 2 3  魏書 巻16.